# Асоціація генеральних секретарів парламентів
Асоціація генеральних секретарів парламентів (англ. Association of Secretaries General of Parliaments, ASGP) створена 16 серпня 1939 року в Осло як автономна секція генеральних секретарів парламентів Міжпарламентського союзу (англ. Inter-Parliamentary Union, IPU). ASGP — консультативний орган IPU. Сучасну назву отримала 12 вересня 1957 р. в Лондоні.

## Цілі
Закріплено основні цілі:
- сприяти особистим контактам офісу Генерального секретаря ASGP та її членів із лідерами національних парламентів;
- спільно з Міжпарламентським союзом співпрацювати з тими парламентами, які вимагають юридичної та технічної допомоги та підтримки;
- вивчати законодавство, практику та методів роботи різних національних парламентів;
- пропонувати заходи щодо вдосконалення діяльності різних парламентів;
- забезпечувати співпрацю між службами різних парламентів.

## Структура та діяльність
Основними органами ASGP є:
- Пленарні сесії
- Виконавчий комітет
- Секретаріат

Пленарні сесії ASGP проходять одночасно із конференціями IPU. Остання з минулих сесій відбулася 4—5 квітня 2017 р. у Даккі, Бангладеш. Майбутню сесію заплановано провести під час 137-ї конференції IPU 15—18 жовтня 2017 р. у Санкт-Петербурзі, Російська Федерація.
До складу ASGP входять 321 особа з-поміж генеральних секретарів та перших осіб парламентів і парламентських асамблей світу та 31 почесний член. Членство в ASGP є незалежним від членства в IPU.
Члени Асоціації публікують повідомлення, що стосуються конституційних, правових, організаційних, фінансових, комунікативних та адміністративних аспектів роботи парламентів, а також теоретичних та практичних аспектів демократії та верховенства права. Ці публікації доступні на вебсайті ASGP.
Офіційні мови: англійська, французька

## Публікації
ASGP публікує у спеціалізованому виданні «Конституційна і парламентська інформація» («Constitutional and parliamentary information») власні дослідження та порівняльні звіти. Видання виходить два рази на рік англійською та французькою мовами. Станом на 01.09.2017 р. видано 212 випусків. Останнє з видань було надруковано у жовтні 2016 р.
У відкритому доступі на сайті ASGP розміщуються індивідуальні публікації членів та дослідницькі звіти та проекти до обговорення, наприклад: